# Агиос Андроникос
А̀гиос Андро̀никос (на гръцки: Άγιος Ανδρόνικος; на турски: Topçuköy) е село в Кипър, окръг Фамагуста. Според статистическата служба на Северен Кипър през 2011 г. селото има 310 жители.
Де факто е под контрола на непризнатата Севернокипърска турска република.